# Нарбут, Николай
Николай Войцехович Нарбут (пол. Mikołaj Narbutt; 1500 — около 1555) — государственный деятель Великого княжества Литовского. Староста кревский (с 1538 или 1539), мозырский (до 1542), маршалок господарский в 1546—1553 годах, воевода подляшский (1551— около 1555).
Представитель знатного литовского рода Нарбутов герба «Трубы». Сын Войцеха Нарбута, хорунжего надворного литовского и маршалка королевского. Отец Станислава Нарбута, воеводы мстиславского.
Из своих поместий в Слонимском, Свенцянском и других поветах выставлял в войско 1200 воинов.